# Collège O'Sullivan de Québec
Le Collège O'Sullivan de Québec est un établissement d’enseignement collégial privé situé dans l'arrondissement La Cité-Limoilou, dans la ville de Québec au Québec. 
Le Collège O'Sullivan de Québec est membre de l'Association des collèges privés du Québec (ACPQ) et de l'Association canadienne de l'enseignement corporatif de Québec (ACDEQ).

## Programmes offerts

### Programmes techniques - DEC
- Techniques d’administration et de gestion (410.G0)
- Production 3D et synthèse d'images (574.C0) - BILINGUE
- Techniques de l'informatique (420.B0) - BILINGUE
- Techniques de services financiers et d’assurances (410.F0)

### Programmes en formation continue - AEC
EN LIGNE (mode synchrone)
- Assurance de personnes et sécurité financière (LCA.ED)
- Assurance de dommages des particuliers et expertise en sinistres (LCA.D6)
- Assurance de dommages en expertise en sinistres (LCA.D8)
- Gestion du marketing web et des réseaux sociaux (NWE.36)
- Réseautique (LEA.CP)
- Gestion de réseaux informatiques (LEA.A7)
- Intelligence artificielle (LEA.A1)

EN CLASSE
- Techniques de comptabilité informatisée (LCA.CR)  Offert en ATE
- Gestion de réseaux informatiques (LEA.A7)
- Assurance de dommages en expertise en sinistres (LCA.D8)
- Assurance de dommages des particuliers et expertise en sinistres (LCA.D6)